# Falls of Lora

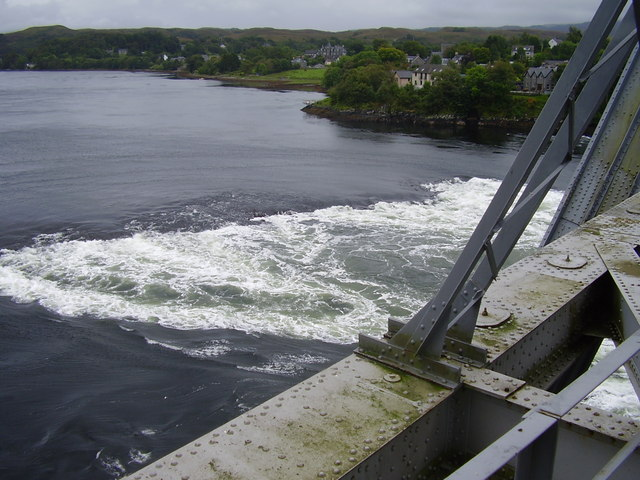
Die Falls of Lora von Connel Bridge aus gesehen

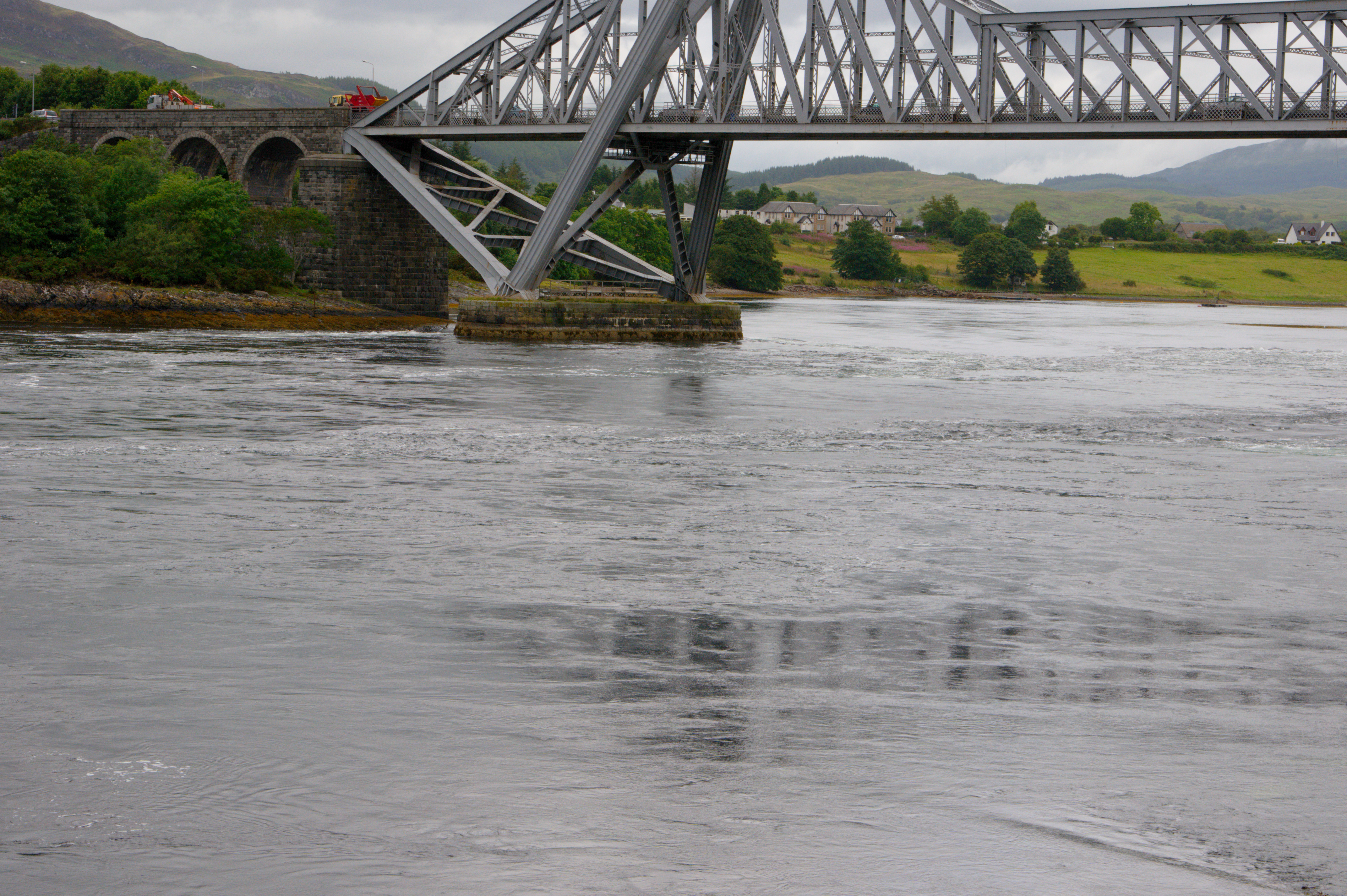
Gegenläufige Strömungen: von außen läuft die Flut bereits auf, sichtbar am unteren Bildrand. Aus dem Loch Etive schießt ihr ablaufendes Wasser entgegen – siehe Bildmitte.

Die Falls of Lora sind ein Tidenstrom an der Mündung des Loch Etive nördlich von Oban in den schottischen Highlands. Er ist besonders ausgeprägt bei Springtide. Für zwei bis fünf Tage bilden sich dann sowohl im Ebb- als auch im Flutstrom Stromschnellen mit schäumender Gischt.
Die Stromschnellen sind bei ablaufendem Wasser ausgeprägter, beeindrucken jedoch auch bei auflaufendem Wasser. Sie bilden sich an einer Felskante unterhalb der Connel Bridge. Der Loch Etive ist rund 30 km lang und durchschnittlich 1 km breit. Die daraus resultierende Wassermenge kann die Engstelle nicht so schnell passieren, wie die Tide steigt und fällt. So staut sich sowohl bei Ebbe als auch bei Flut das Wasser innerhalb bzw. außerhalb der Engstelle, und die Stromschnellen bilden sich. Die Engstelle führt auch dazu, dass der Tidenhub außerhalb viel größer ist als innerhalb. Beträgt er im nahe gelegenen Oban 3 m, so liegt er bei Bonawe im Loch Etive nur bei 1,3 m.
Wenn die Pegel innerhalb und außerhalb die gleiche Höhe erreicht haben, dann ergibt sich eine Phase ruhigen Wassers. Diese stimmt nicht, wie sonst an der Küste, mit der Zeit des Hoch- und Niedrigwassers überein: Während außen die Flut schon aufläuft, strömt ihr aus dem Inneren immer noch Wasser entgegen.
Die Stromschnellen sind ein populäres Ziel für Touristen sowie Wildwasser-Kajakfahrer und Taucher.